# Трагічна декада
Трагічна декада (ісп. Decena Trágica) — низка подій Мексиканської революції, що відбулися в Мехіко в період від 9 по 19 лютого 1913 року. Трагічна декада закінчилася зміщенням Франсіско Мадеро з посади президента і перемогою контрреволюційних сил.

## Хід подій

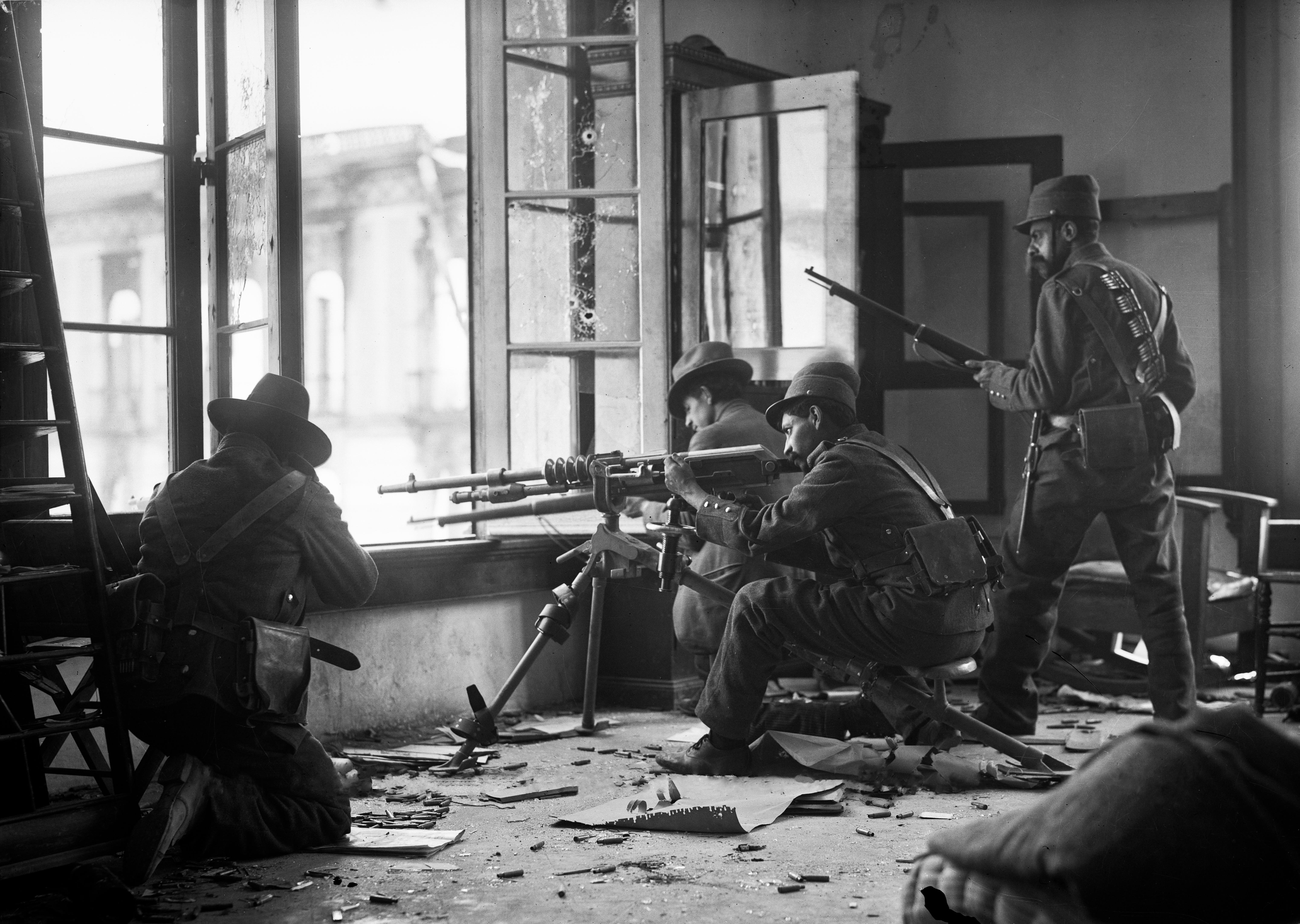
Контрреволюційні солдати

Заколот почався 9 лютого, його керівниками були кілька вищих офіцерів на чолі з генералом Мануелем Мондрагоном. Супроводжувані двома артилерійськими полками загальною чисельністю 400 осіб і 300 курсантами, вони звільнили з в'язниці лідерів контрреволюції генералів Фелікса Діаса і Бернардо Реєса. Після невдалої спроби захопити резиденцію президента — Національний палац, під час якої загинув генерал Реєс, повстанцям вдалося закріпитися у фортеці столичного арсеналу.
Президент Мадеро поклав керівництво придушенням заколоту на генерала Вікторіано Уерту. Однак останній був пов'язаний зі змовниками і крім того сам мав намір зайняти президентське крісло. Уерта створював видимість боротьби з бунтівниками, обмежившись лише рідкісними обстрілами арсеналу і свідомо невдалими атаками. Таким чином Фелікс Діас і Уерта намагалися вимотати населення, викликавши байдужість до майбутньої зміни влади. Під час обстрілів загинуло 3 тис. осіб.
18 лютого прихильники Уерти заарештували Мадеро. За сприяння американського посла між Уертою і Діасом було укладено угоду (т. зв. «Посольський пакт»). Згідно з цією угодою, Уерта отримував пост тимчасового президента, а Діас за його підтримки мав стати постійним президентом.
19 лютого Мадеро і віце-президент Хосе Марія Піно Суарес були змушені подати у відставку. Тимчасовим президентом згідно з конституцією став міністр закордонних справ Педро Ласкуран. За домовленістю з Уертою він призначив останнього міністром внутрішніх справ і сам пішов у відставку (його президентське правління стало найкоротшим в історії — менше години). Тепер за конституцією посада тимчасового президента переходила до Уерти.
23 лютого за його наказом Мадеро і Піно Суареса було вбито дорогою до в'язниці.